# Big River (Mendocino Bay)
Der Big River (engl. für „großer Fluss“) ist ein 67 km langer Fluss im Mendocino County im Norden von Kalifornien.
Der Big River entspringt im Kalifornischen Küstengebirge 36 km östlich von Mendocino. Der Fluss durchfließt das Gebirge mit zahlreichen Flussschlingen in überwiegend westlicher Richtung. Dabei münden South Fork Big River von links sowie North Fork Big River von rechts in den Fluss. Der Mendocino Headlands State liegt am Unterlauf des Big River. Dieser mündet bei Mendocino in die Mendocino Bay, einer kleinen Bucht an der Pazifikküste. Der Fluss entwässert ein Areal von 469 km². 

## Nebenflüsse
Der North Fork Big River ist ein 23 km langer rechter Nebenfluss des Big River. Das Einzugsgebiet umfasst etwa 109 km².
Der South Fork Big River ist ein 32 km langer linker Nebenfluss des Big River. Das Einzugsgebiet umfasst etwa 140 km².